# Дубовик Михайло Тадейович
Михайло Тадейович Дубовик (29 грудня 1900, село Межиріч (нині Лебединський район Сумської області)  — 7 липня 1941 Київ) — український поет, батько українського художника Олександра Дубовика.

## Біографія
Народився 29 грудня 1900 року в селі Межиріч. У 1919 році потрапив в денікінську армію, з якої дезертував до червоної армії.
Закінчив Запорізьку педагогічну школу у 1921 році. Поступивши в Дніпропетровський інститут народної освіти не зумів завершити його одразу, де відрахований у 1924 році та потім відновлений. У 1927 році завершив навчання в інституті. Працював викладачем, журналістом у дніпропетровських та київських періодичних виданнях: «Зірка», «Майбутня зміна», «Зоря». Автор чотирьох поетичних збірок «Вежі», «Змагання» (1930), «Тепловій» (1940), «Багряний листопад» (1941).
Належав до літературної організації «Плуг».
25 червня 1941 року арештований радянськими спецслужбами, та звинувачуваний у поширенні листів контрреволюційного фашистського-терористичного характеру українським письменникам. Разом з тим, його звинувачено в участі у 1917 році в «націоналістичній організації» Просвіта, в якій він займався поширенням літератури. Свої звинувачення заперечив:
| Ніколи я не писав ніяких антирадянських листів і нікому не посилав. Ніколи ні до яких контрреволюційних партій і організацій не належав. |
Розстріляний 7 липня 1941 року.
Постановою судової колегії в кримінальних справах Верховного суду СРСР від 28 вересня 1955 року реабілітований посмертно. 1957 року вийшла збірка віршів «Вибрані поезії».